# 4a etapa del Tour de França de 2015
La 4a etapa del Tour de França de 2015 es disputà el dimarts 7 de juliol de 2015 sobre un recorregut de 223,5 km entre la vila belga de Seraing i la francesa de Cambrai. Aquesta era l'etapa més llarga de la present edició i a més tenia la particularitat que 13,5 quilòmetres del seu recorregut eren sobre trams de llambordes.
A diferència de l'any passat, en què hi hagué un daltabaix en la classificació general en l'etapa de paviment que es va incloure, en aquesta ocasió tots els grans favorits arribaren plegats a la meta, sense que hi hagués cap diferència de temps entre ells. El vencedor de l'etapa, i nou líder, fou l'alemany Tony Martin (Etixx-Quick Step), que es presentà a la línia d'arribada amb tres segons sobre el grup principal, encapçalat per John Degenkolb (Team Giant-Alpecin), després d'atacar en solitari a manca de tres quilòmetres de l'arribada.

## Recorregut

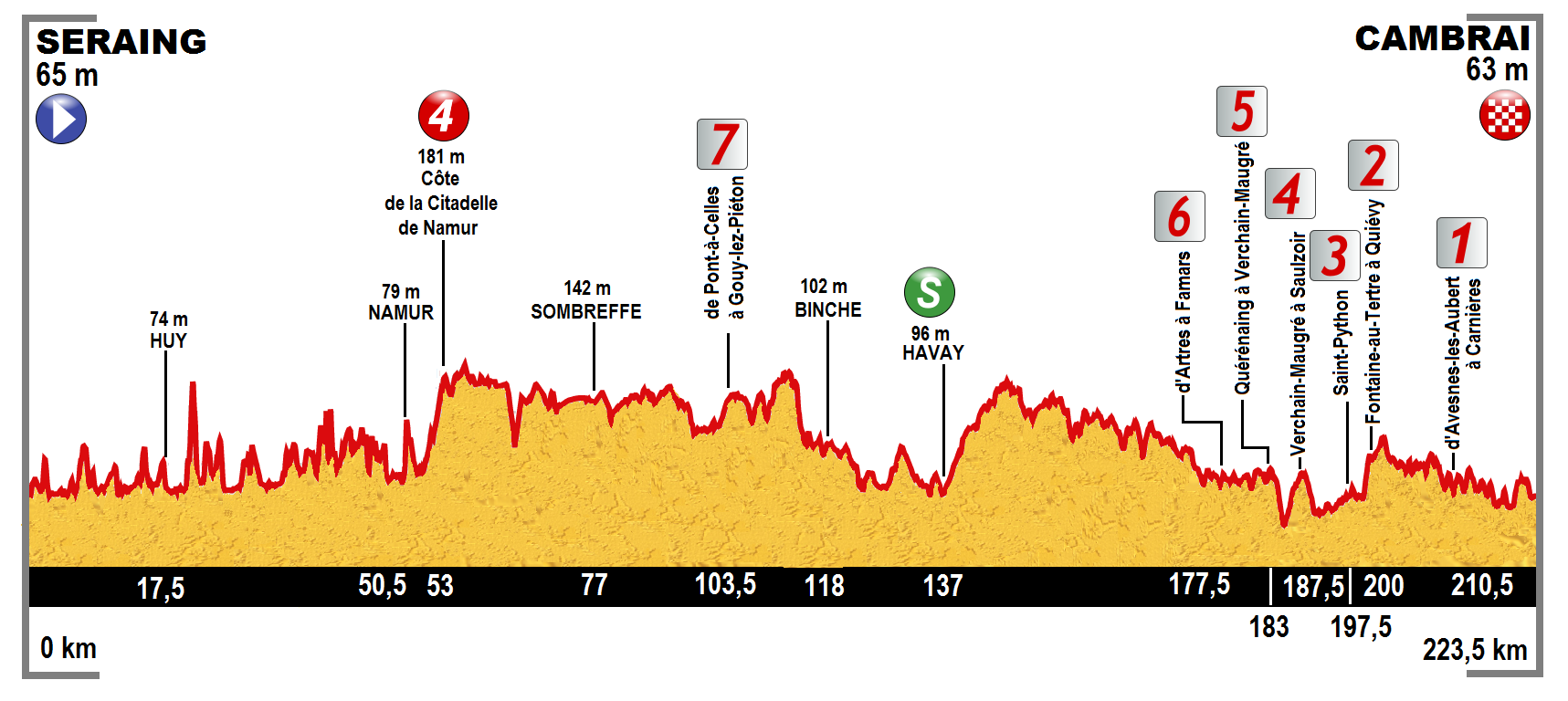
Recorregut de la 4a etapa

L'etapa surt de Seraing, a Bèlgica, per a després de 233,5 quilòmetres finalitzar a la vila de Cambrai, al departament de Nord, ja en territori francès, i set trams de paviment que totalitzen 13,3 km.
Des de Seraing, a la província de Lieja, l'etapa es dirigeix cap a Huy i la província de Namur, amb el pas per la vila de Namur, on està situada l'única cota del dia, l'ascensió a la ciutadella de Namur (2 km al 4,8%) de 4a categoria. El recorregut continua cap a Sombreffe, just abans d'entrar a la província d'Hainaut i fer una breu incursió a la província del Brabant Való. En arribar a Pont-à-Celles els ciclistes han d'afrontar el primer dels set trams de pavès, de 1.800 m. Després de passar per Chapelle-lez-Herlaimont, Morlanwelz, Binche i Estinnes, l'únic esprint del dia té lloc a Havay (km 137) a la comuna de Quévy, abans de travessar la frontera francesa al km 140, a Gognies-Chaussée. A partir d'Artres, a manca de 46 km, els ciclistes han d'afrontar fins a sis darrers trams de paviment, gairebé encadenats. El darrer d'ells finalitza a tan sols 10,5 quilòmetres per l'arribada.
| Número | Nom                             | Punt km | Llargada (m) |
| ------ | ------------------------------- | ------- | ------------ |
| 7      | Pont-à-Celles - Gouy-lez-Piéton | 101,0   | 1.800        |
| 6      | Artres - Famars                 | 175,5   | 1.200        |
| 5      | Quérénaing - Verchain-Maugré    | 181,0   | 1.600        |
| 4      | Verchain-Maugré - Saulzoir      | 185,5   | 1.200        |
| 3      | Saint-Python                    | 196,0   | 1.500        |
| 2      | Viesly - Quiévy                 | 198,5   | 3.700        |
| 1      | Avesnes-les-Aubert - Carnières  | 209,0   | 2.300        |

## Desenvolupament de l'etapa

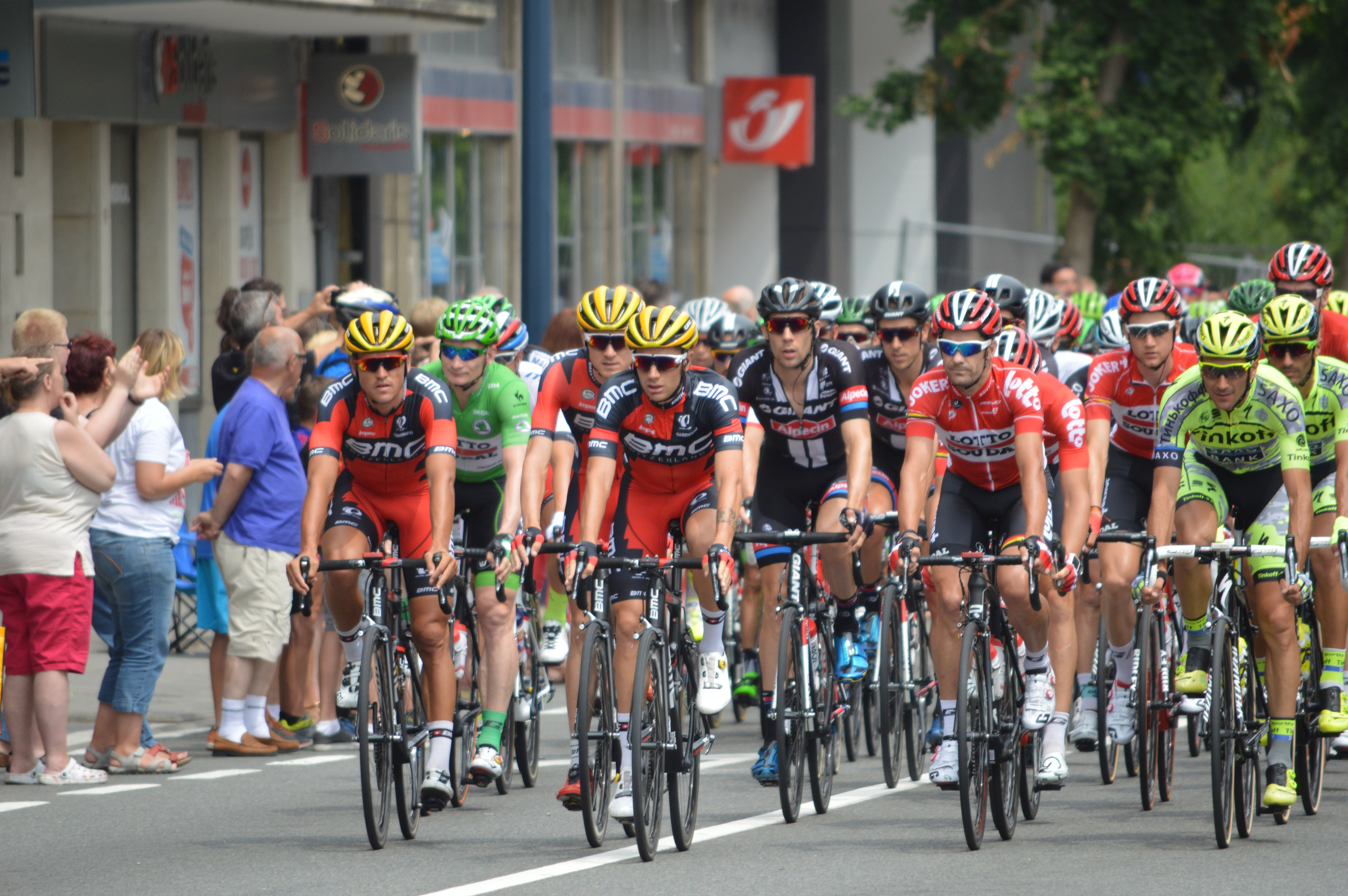
Pas del gran grup per Jambes, poc abans de l'ascensió a la cota de la ciutadella de Namur.

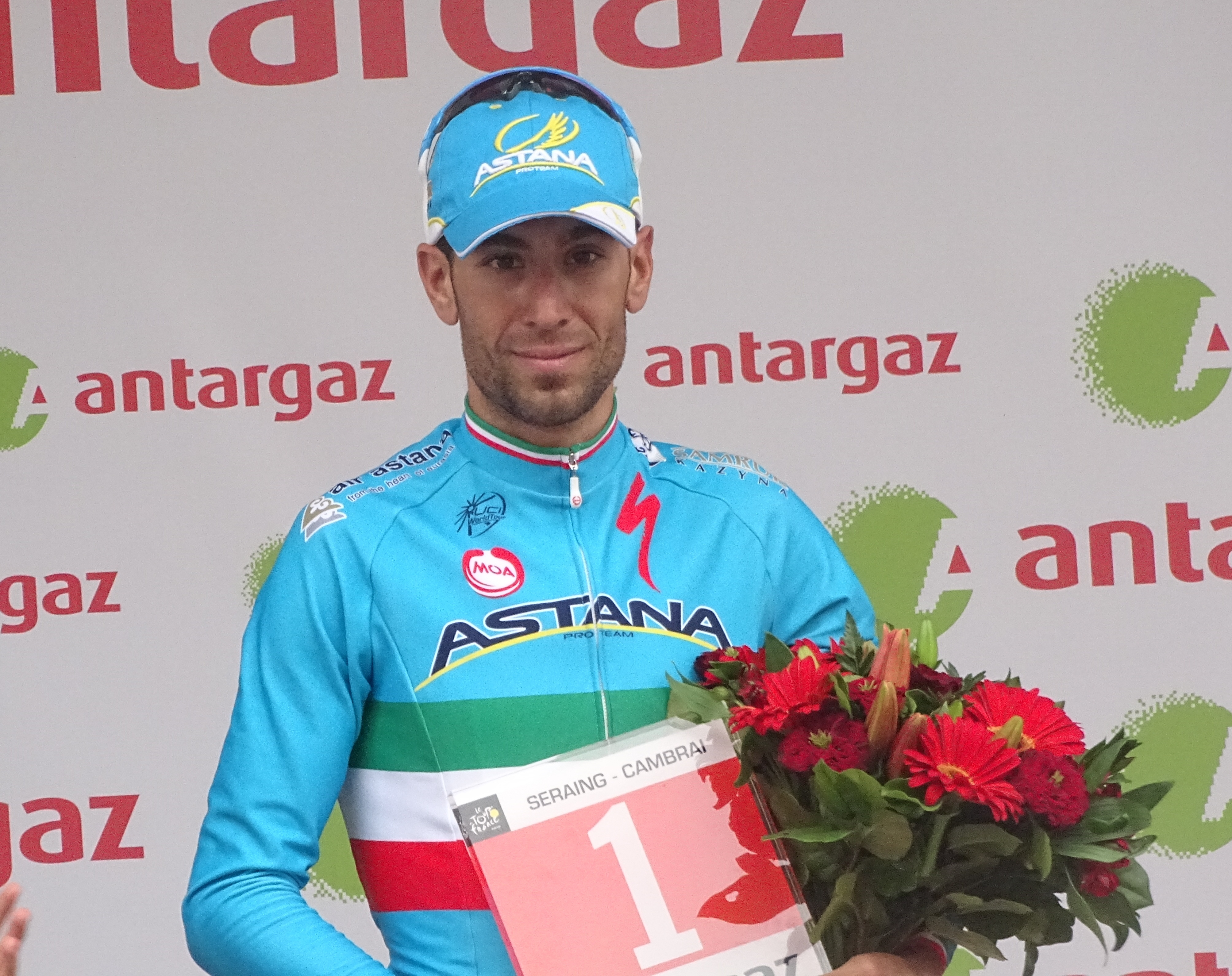
Vincenzo Nibali reçollint el premi de la combativitat.

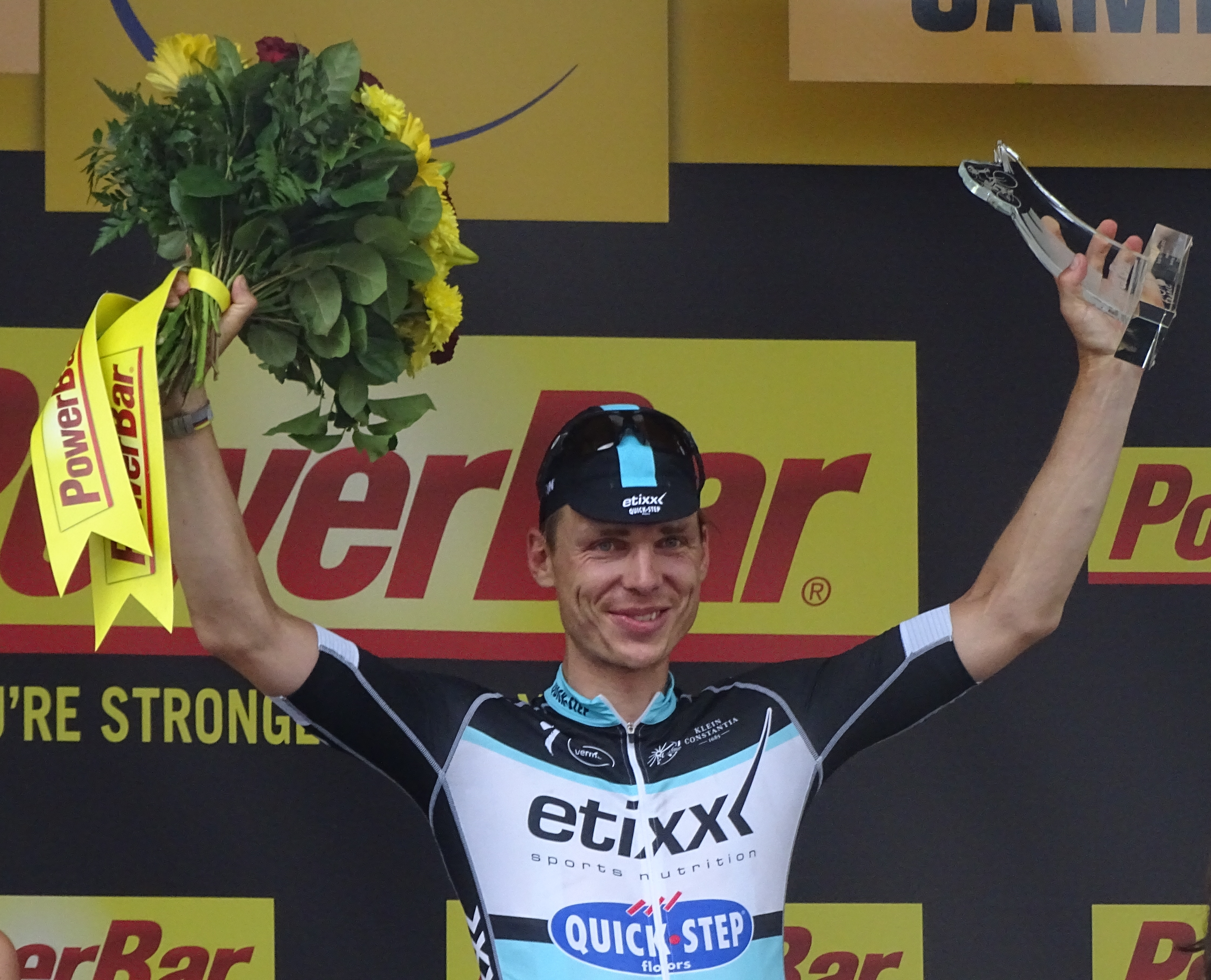
Tony Martin, vencedor de l'etapa.

Poc després d'iniciar-se l'etapa quatre ciclistes es van escapar del gran grup: Lieuwe Westra (Astana Qazaqstan Team), Thomas De Gendt (Lotto Soudal), Perrig Quémeneur (Team Europcar) i Frédéric Brun (Bretagne-Séché Environnement). Amb una etapa més llarga que les precedents i un final complicat el gran grup els va permetre obtenir fins a nou minuts abans els homes del Team Giant-Alpecin iniciessin la persecució. Al pas per l'esprint intermedi d'Havay, on De Gendt fou el primer, la diferència s'havia reduït a dos minuts i finalment foren neutralitzats abans de comença el tercer tram de pavès.
Al sector 4 de pavès el gran grup es va dividir en dos. Al capdavant quedaren una cinquantena de ciclistes, entre ells la major part dels favorits en la lluita per la classificació general. Sols Thibaut Pinot (FDJ) havia perdut contacte, i juntament amb un parell de punxades acabà perdent 3' 23'' respecte al vencedor de l'etapa. Per la seva part Vincenzo Nibali (Astana Qazaqstan Team) atacà fins a tres vegades en diferents trams de paviment, però en cap d'ells aconseguí marxar en solitari. Aquests atacs li van servir per ser escollit el ciclista més combatiu de l'etapa.
La victòria semblava que es decidiria a l'esprint, però a manca de 3 quilòmetres per l'arribada l'alemany Tony Martin va atacar i, tot i que sols aconseguí uns pocs segons d'avantatge, aquests foren suficients per presentar-se a l'arribada en solitari, guanyar l'etapa i obtenir el mallot groc de líder. John Degenkolb i Peter Sagan arribaren a tres segons donant temps al gran grup.

## Resultats

### Classificació de l'etapa
|    | Ciclista                   | Equip              | Temps      |
| -- | -------------------------- | ------------------ | ---------- |
| 1  | Tony Martin (GER)          | Etixx-Quick Step   | 5h 28' 58" |
| 2  | John Degenkolb (GER)       | Team Giant-Alpecin | + 3"       |
| 3  | Peter Sagan (SVK)          | Team Tinkoff-Saxo  | + 3"       |
| 4  | Greg Van Avermaet (BEL)    | BMC Racing Team    | + 3"       |
| 5  | Edvald Boasson Hagen (NOR) | MTN Qhubeka        | + 3"       |
| 6  | Nacer Bouhanni (FRA)       | Cofidis            | + 3"       |
| 7  | Jacopo Guarnieri (ITA)     | Team Katusha       | + 3"       |
| 8  | Tony Gallopin (FRA)        | Lotto Soudal       | + 3"       |
| 9  | Zdeněk Štybar (CZE)        | Etixx-Quick Step   | + 3"       |
| 10 | Bryan Coquard (FRA)        | Team Europcar      | + 3"       |

### Punts atribuïts
| 1r  | Thomas De Gendt (BEL)  | Lotto Soudal                 | 20 pts |
| 2n  | Frédéric Brun (FRA)    | Bretagne-Séché Environnement | 17 pts |
| 3r  | Lieuwe Westra (NED)    | Astana Qazaqstan Team        | 15 pts |
| 4t  | Perrig Quéméneur (FRA) | Team Europcar                | 13 pts |
| 5è  | Mark Cavendish (GBR)   | Etixx-Quick Step             | 11 pts |
| 6è  | Bryan Coquard (FRA)    | Team Europcar                | 10 pts |
| 7è  | André Greipel (GER)    | Lotto Soudal                 | 9 pts  |
| 8è  | Peter Sagan (SVK)      | Team Tinkoff-Saxo            | 8 pts  |
| 9è  | John Degenkolb (GER)   | Team Giant-Alpecin           | 7 pts  |
| 10è | Jens Debusschere (BEL) | Lotto Soudal                 | 6 pts  |
| 11è | Angélo Tulik (FRA)     | Team Europcar                | 5 pts  |
| 12è | Marcel Sieberg (GER)   | Lotto Soudal                 | 4 pts  |
| 13è | Mark Renshaw (AUS)     | Etixx-Quick Step             | 3 pts  |
| 14è | Roy Curvers (NED)      | Team Giant-Alpecin           | 2 pts  |
| 15è | José Herrada (ESP)     | Movistar Team                | 1 pt   |

| 1r  | Tony Martin (GER)          | Etixx-Quick Step      | 30 pts |
| 2n  | John Degenkolb (GER)       | Team Giant-Alpecin    | 25 pts |
| 3r  | Peter Sagan (SVK)          | Team Tinkoff-Saxo     | 22 pts |
| 4t  | Greg Van Avermaet (BEL)    | BMC Racing Team       | 19 pts |
| 5è  | Edvald Boasson Hagen (NOR) | MTN Qhubeka           | 17 pts |
| 6è  | Nacer Bouhanni (FRA)       | Cofidis               | 15 pts |
| 7è  | Jacopo Guarnieri (ITA)     | Team Katusha          | 13 pts |
| 8è  | Tony Gallopin (FRA)        | Lotto Soudal          | 11 pts |
| 9è  | Zdenek Stybar (CZE)        | Etixx-Quick Step      | 9 pts  |
| 10è | Bryan Coquard (FRA)        | Team Europcar         | 7 pts  |
| 11è | Alejandro Valverde (ESP)   | Movistar Team         | 6 pts  |
| 12è | Mark Cavendish (GBR)       | Etixx-Quick Step      | 5 pts  |
| 13è | Rigoberto Urán (COL)       | Etixx-Quick Step      | 4 pts  |
| 14è | Robert Gesink (NED)        | Team LottoNL-Jumbo    | 3 pts  |
| 15è | Vincenzo Nibali (ITA)      | Astana Qazaqstan Team | 2 pt   |

### Colls i cotes
- 1. Cota de la Ciutadella de Namur. 181m. 4a categoria (km 109) (2 km al 4,8%)

| 1r | Thomas De Gendt (BEL) | Lotto Soudal | 1 pt |

## Classificacions a la fi de l'etapa

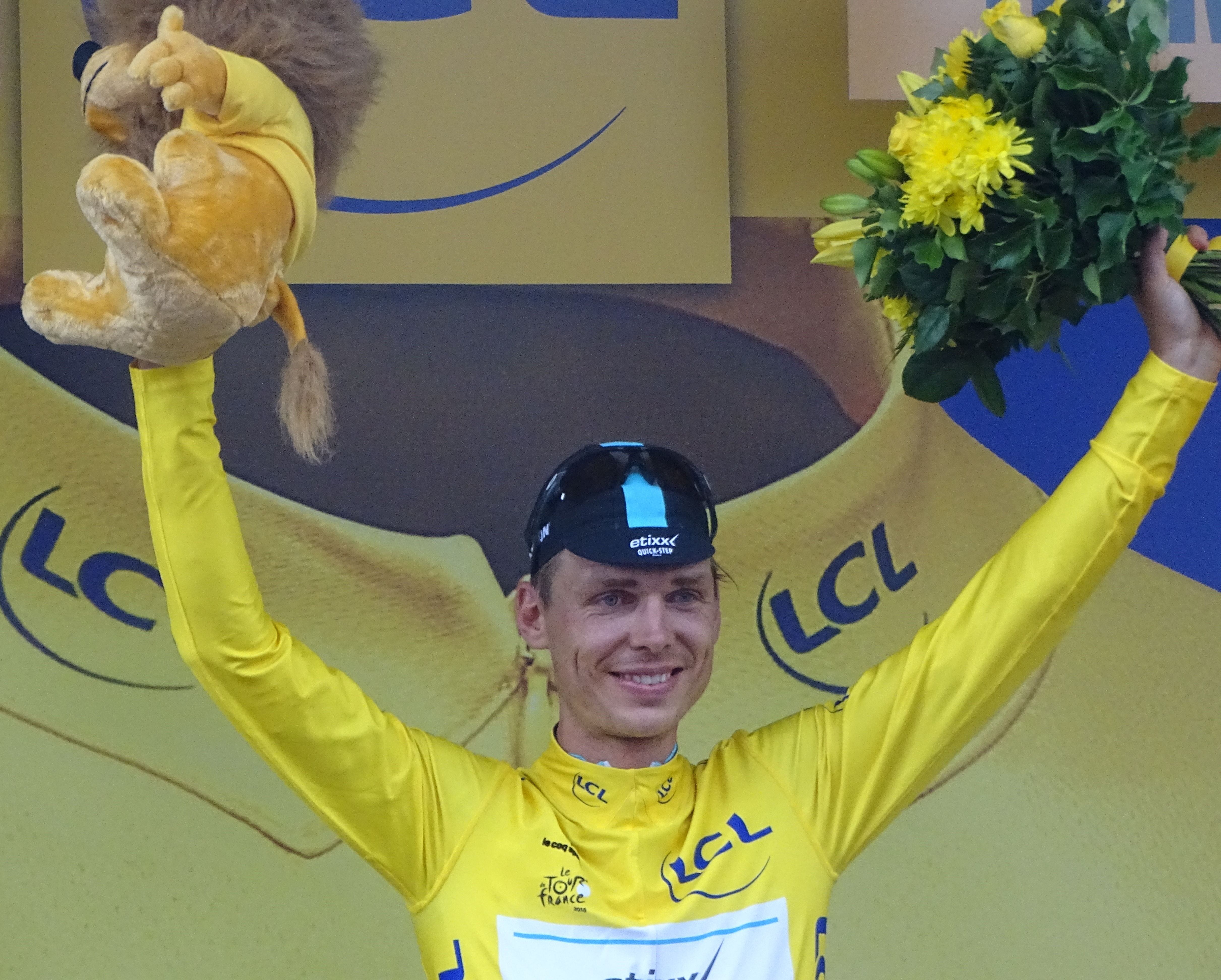
Tony Martin amb el mallot groc de líder de la general.

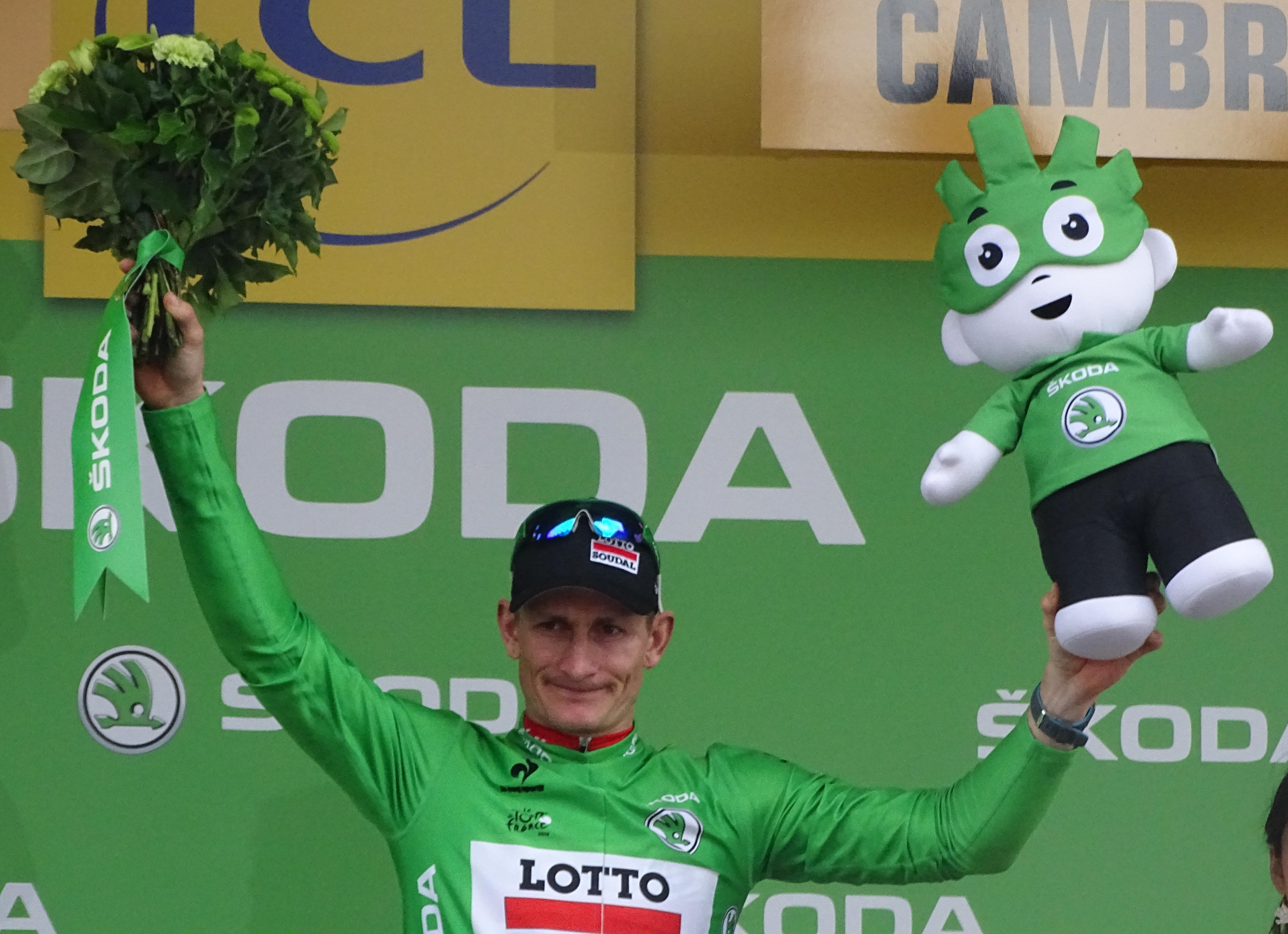
André Greipel, líder de la classificació per punts.

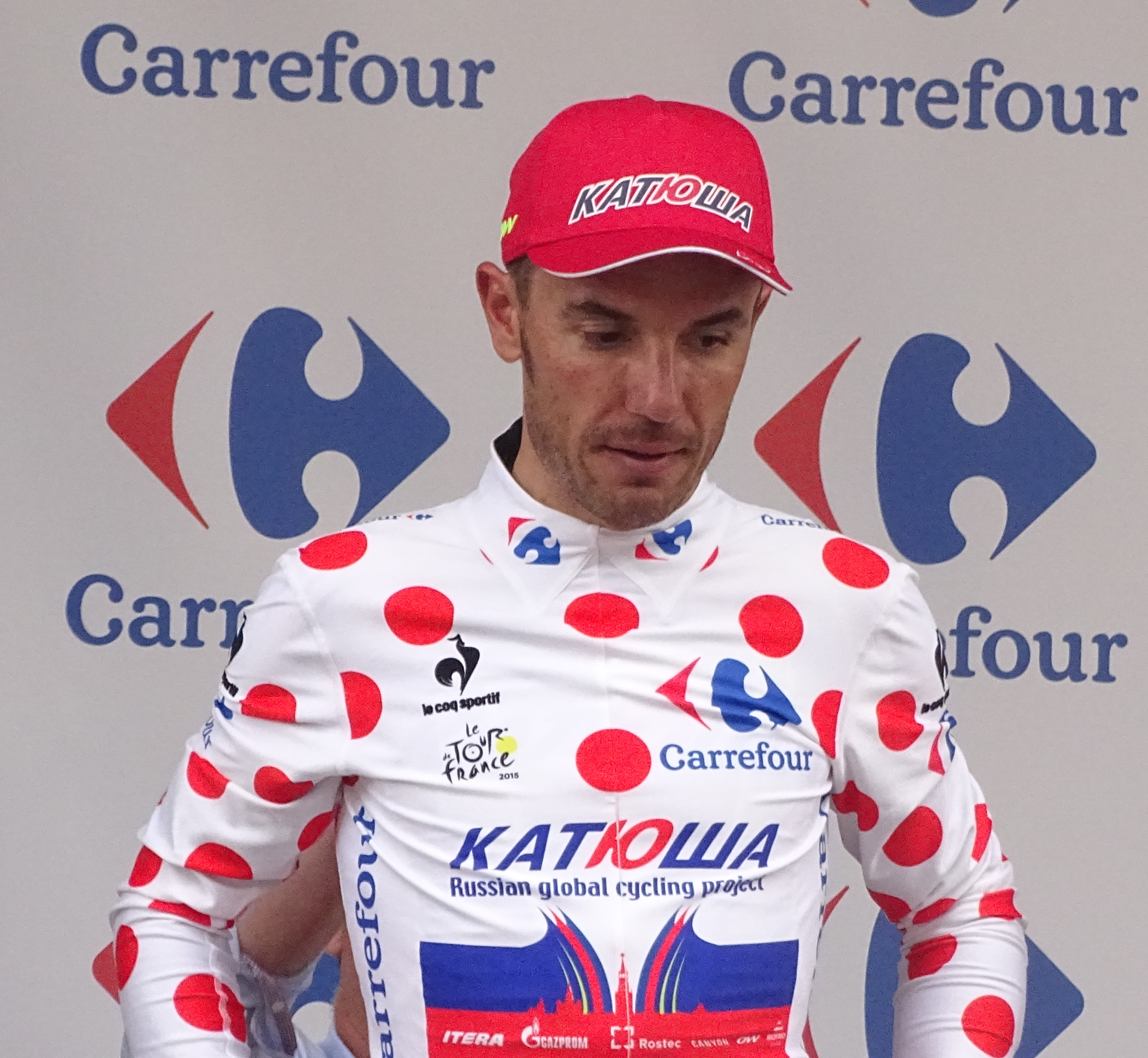
Joaquim Rodríguez, líder de la classificació de la muntanya.

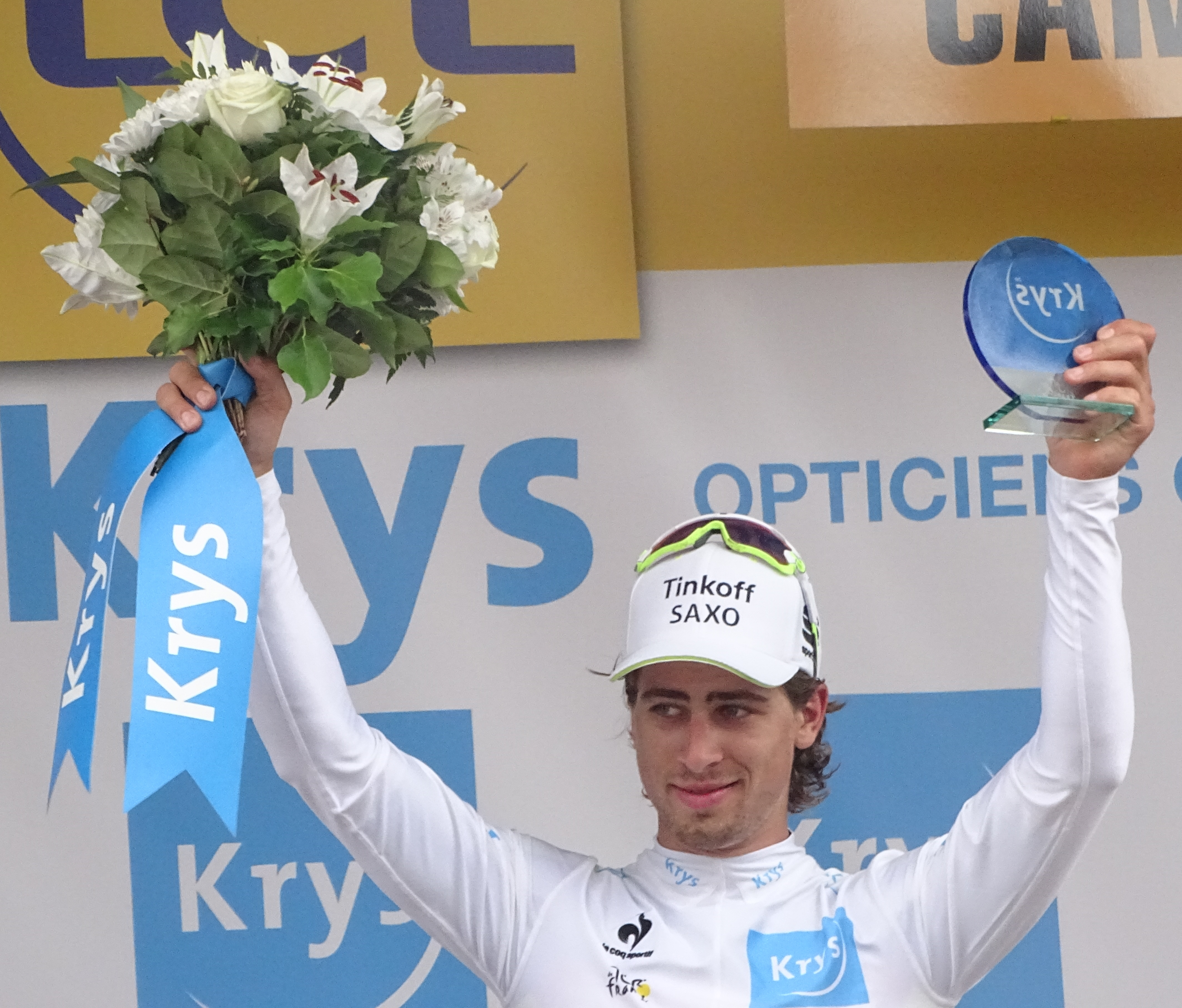
Peter Sagan, líder de la classificació dels joves.

### Classificació general
|    | Ciclista                 | Equip             | Temps       |
| -- | ------------------------ | ----------------- | ----------- |
| 1  | Tony Martin (GER)        | Etixx-Quick Step  | 12h 40' 26" |
| 2  | Chris Froome (GBR)       | Team Sky          | + 12"       |
| 3  | Tejay van Garderen (USA) | BMC Racing Team   | + 25"       |
| 4  | Tony Gallopin (FRA)      | Lotto Soudal      | + 38"       |
| 5  | Peter Sagan (SVK)        | Team Tinkoff-Saxo | + 39"       |
| 6  | Greg Van Avermaet (BEL)  | BMC Racing Team   | + 40"       |
| 7  | Rigoberto Urán (COL)     | Etixx-Quick Step  | + 46"       |
| 8  | Alberto Contador (ESP)   | Team Tinkoff-Saxo | + 48"       |
| 9  | Geraint Thomas (GBR)     | Team Sky          | + 1' 15"    |
| 10 | Zdeněk Štybar (CZE)      | Etixx-Quick Step  | + 1' 16"    |

### Classificació per punts
|   | Ciclista             | Equip              | Punts |
| - | -------------------- | ------------------ | ----- |
| 1 | André Greipel (GER)  | Lotto Soudal       | 84    |
| 2 | Peter Sagan (SVK)    | Team Tinkoff-Saxo  | 78    |
| 3 | John Degenkolb (GER) | Team Giant-Alpecin | 60    |

### Classificació de la muntanya
|   | Ciclista                | Equip             | Punts |
| - | ----------------------- | ----------------- | ----- |
| 1 | Joaquim Rodríguez (CAT) | Team Katusha      | 2     |
| 2 | Michael Schär (SUI)     | BMC Racing Team   | 1     |
| 3 | Rafał Majka (POL)       | Team Tinkoff-Saxo | 1     |

### Classificació del millor jove
|   | Ciclista             | Equip              | Temps       |
| - | -------------------- | ------------------ | ----------- |
| 1 | Peter Sagan (SVK)    | Team Tinkoff-Saxo  | 12h 41' 05" |
| 2 | Warren Barguil (FRA) | Team Giant-Alpecin | + 40"       |
| 3 | Nairo Quintana (COL) | Movistar Team      | + 1' 29"    |

### Classificació per equips
|    | Equip             | Temps       |
| -- | ----------------- | ----------- |
| 1r | BMC Racing Team   | 38h 02' 55" |
| 2n | Etixx-Quick Step  | + 24"       |
| 3r | Team Tinkoff-Saxo | + 1' 44"    |

## Abandonaments
- Fabian Cancellara (SUI) (Trek Factory Racing). No surt per les lesions provocades en la caiguda del dia anterior.[5]
- Daryl Impey (RSA) (Orica-GreenEDGE). No surt per les lesions provocades en la caiguda del dia anterior.[6]
- Andreas Schillinger (GER) (Bora-Argon 18). No surt per una infecció.[7]